# کالاباوان مانی
کالاباوان مانی (انگلیسی: Kalabhavan Mani؛ زادهٔ ۱ ژانویه ۱۹۷۱ - درگذشته ۶ مارس ۲۰۱۶) یک هنرپیشه و خواننده اهل هند است. وی از سال ۱۹۹۵ میلادی تاکنون مشغول فعالیت بوده‌است.

## فیلم‌شناسی
- بن جانسون
- بوم نقاشی
- جیمز باند
- راهسرا
- گلوله
- خودرو
- بیگانه
- ابو پسر آدم
- جمینی
- بین من و تو
- گیتا جدید
- ناراسیمهودو
- شش
- میان من و او
- بازی با درگیری
- نیزه
- راه شیری
- آرجون
- باندا پاراماسیوام